# 伊志嶺一
伊志嶺 一（イシミネハジメ）は、日本のCMディレクター・映画監督。ANIKI名義でも活動。株式会社ナイスレインボー取締役。

## 経歴
- 沖縄県立浦添高等学校卒
- 武蔵野美術大学造形学部視覚伝達デザイン学科卒
- （株）東北新社に入社しCMディレクターとして活躍後、独立。
- ACC賞、アジアパシフィック広告祭（通称 ADFEST）、消費者のためになった広告コンクール（現 JAA広告賞）ほか受賞。
- 音楽に造詣が深く石井克人監督の映画「茶の味」では初めて音楽監督を務めた。また、2005年には奥田民生・木村カエラ出演の映画「カスタムメイド10.30」を演出。ダンスミュージック（特にハウスミュージック）を中心とするヴァイナル・レコードコレクターでもある。
- 石井克人・三木俊一郎と共にクリエイターユニット“ナイスの森”を設立。

## 主な演出歴
CM：
1997年〜
- 日立マクセル maxell UD「ロゴアムロ」篇（1997年 安室奈美恵 出演）
- 日本テレビ放送網 ’97劇空間プロ野球PR（SMAP 他出演）
- シャープ MD-J「街で踊ろう」篇（1997年 DA PUMP 出演）
- NOVA 企業「考える人」篇（1997年）
- 松下電器産業 Panasonic Shock Wave「音にノックダウン」篇（1997年 六平直政 出演）
- 松下電器産業 Panasonicハイビジョンテレビ T（タウ）シリーズ（1997〜2000年）
- 山之内製薬 ヘルシーバランス「ランナー/指揮者」篇（1998年 稲垣吾郎 出演）
- 日本信販 NICOSプリントカード「寿司屋/BAR」篇（ナインティナイン 出演）
- ダイドードリンコ ミスティオ「グラスハープ」篇（1998年 MAX 出演）
- トヨタ自動車 ラウム「ラウムにのりまショー」篇（1998年 竹中直人 出演）
- 明星食品 一平ちゃん夜店の焼きそば「ボトルキープ」篇（1998年 松村邦洋、藤崎菜々子 出演）
- 黄桜酒造 呑「あの頃水泳/あの頃カメラ」篇（高島礼子、村田雄浩 出演）
- 富士フイルム フジカラー写ルンです「リサイクル」篇（1999年）
- 大阪ガス ヌックはやわざ「忍者」篇（ケインコスギ 出演）
- 第一生命 生涯設計「第一でナイト」シリーズ（1998年〜 田中麗奈、鹿賀丈史 他出演）
- 阪急共栄物産 ナップルドリンク「ボタン」篇

2000年〜
- 日本コカ・コーラ ピオン「不思議なキャラ/かわいいキャラ」篇（2000年 窪塚洋介 他出演）
- 日清食品 とんがらし麺「張込み」篇（2000年 加瀬亮 出演）
- au by KDDI ガク割 シリーズ（2000年〜加瀬亮 他出演）
- KDDI マイライン「値下げ看板」篇（永瀬正敏 出演）
- 栗山米菓 星食べよ「お絵かき」篇
- ポーラーフーズ MINTIA「リセット」篇（反町隆史 出演）
- 旭化成 企業「イヒ 英会話/イヒ ブレイクする」篇（2001年 加瀬亮 出演）
- au by KDDI ムービーケータイ「退屈」篇（2001年 浅野忠信 出演）
- キリンビール キリン樽生一番搾り（2002年 香取慎吾 出演）
- モスフードサービス ナンタコス（2002年 KIKI 出演）
- カーコンビニ倶楽部「見えないふり/聞こえないふり」篇（神田うの、美川憲一 出演）
- au by KDDI ムービーメール「真実」篇（菊川怜、水橋研二 出演）
- キッコーマン 特選丸大豆しょうゆ・マンジョウ本みりん（2003年 松岡修造 出演）
- エスキモージャパン Pino（2003年 嵐 出演）
- リクルート R25「刺激を求めるオトコ」篇（2003年 劇団ひとり 出演）
- 日本マクドナルド 100円キャンペーン（2003年）
- オムロン カラダスキャン（2003年 香取慎吾 出演）
- 味の素冷凍食品 シリーズ（2003〜2011年 香取慎吾 出演）
- アサヒ飲料 WANDA（2006年 原田泰造 出演）
- サッポロ飲料 梅クエン酸2000「あしたのジョー」篇
- ソネットエンタテインメント So-net光「エアライン」篇（2008年 佐々木希 出演）
- ロッテアイス 爽 「未来から来た爽」篇 （2008年 上戸彩 出演）
- 本田技研工業 バモス 「バモス×ラモス」篇 （2008年 ラモス瑠偉 出演）
- au じぶん銀行「そこが銀行」篇（2008年 二宮和也 出演）
- 明治製菓 アーモンドチョコレート・マカダミアチョコレート（2009年 中居正広、水川あさみ 出演）
- ソネットエンタテイメント So-net光「ER緊急設定室」篇（2009年 篠田麻里子 出演）
- 第一生命「第一でナイト」シリーズ（2008〜2009年 滝沢秀明 出演）
- 日清食品 麺職人「気づかなかった」篇（2009年 稲垣吾郎 出演）
- ハウス食品 ウコンの力（2009年 中居正広 出演）
- WOWOW「スタート割」篇（2009年）

2010年〜
- 月桂冠 つき（2010年 藤原紀香、ルー大柴、モト冬樹 出演）
- アンファー D-STYLE WAX（2010年 草彅剛 出演）
- KOSE エスプリーク シリーズ（2010〜2011年 倉木麻衣 出演）
- KOSE 潤肌粋（2011年 上戸彩 出演）
- KFC ピザハット シリーズ（2011〜2013年 香取慎吾 出演）
- 日本クラフトフーズ Stride（2011年 江頭2:50 出演）
- アンファー スカルプ-D シリーズ（2011〜2012年 中居正広、草彅剛 出演）
- リクルート タウンワーク「独唱」篇（2012年 三浦春馬、深田恭子、槇原敬之 出演）
- エイブル＆パートナーズ エイブル・CHINTAI（2012〜2014年 中居正広 出演）
- プレナス HottoMotto（2012年 高橋みなみ、横山由依、渡辺麻友、北原里英 出演）
- ミツカン かおりの蔵（2012年 佐々木蔵之介 出演）
- 花王 アタックNeo抗菌EXパワー・シリーズ（2012〜2013年 作画・いがらしゆみこ）
- 第一生命「Dセイバー」シリーズ（2013年 武井咲、田辺誠一、東出昌大、伊吹吾郎 出演）
- リクルート タウンワーク「行進」篇（2013年 三浦春馬、三吉彩花 出演）
- 第一興商 Smart DAM（2013年 EXILE TAKAHIRO 他出演）
- ハウス商品 ジャワカレー「濃縮ブレンド製法」篇（2014年 木村拓哉 出演）
- 花王 アタックNeo抗菌EX Wパワーシリーズ（2014-2015年 沢村一樹 出演）
- LION クリニカ シリーズ（2014・2015年 堀北真希 出演）
- P&G アリエールサイエンスプラス「徹夜で発見」アリエールパワージェルボール「3D主任」篇（2015年 生田斗真 出演）
- 楽天 ラクマ（2016年 本田翼 出演）

など
劇映画：
- 『ナイスの森〜The First Contact〜』（2004年 石井克人×三木俊一郎×ANIKI 共同監督、寺島進・浅野忠信 他出演）
- 『カスタムメイド10.30』（2005年 奥田民生、木村カエラ 他出演）

DVD：
- Grasshoppa! SPECIAL 『FROG RIVER』（2002年 加瀬亮、尾野真千子 他出演）

Webドラマ：
- 日本郵政公社 手紙ドキドキプロジェクト「10年レター」（2005年 水橋研二、牧瀬里穂 他出演）